# Rimanóczy Gyula (építész, 1932–1992)
Ifjabb Rimanóczy Gyula (Budapest, 1932. március 5. – Budapest, 1992. január 3.) magyar építész.

## Életpályája – munkássága
Ifjabb Rimanóczy Gyula édesapja Rimanóczy Gyula, az avantgárd építészet kiemelkedő alkotója volt. Anyja a francia származású Foucault Yvonne. Testvérei: Rimanóczy Yvonne Jászai Mari-díjas jelmeztervező és Rimanóczy Jenő Ybl Miklós-díjas építészmérnök.
Szakmai működését már középiskolás korában megkezdte. Megszakítva a budai Cisztercita Szent Imre (később József Attila) gimnáziumban folytatott tanulmányait, 1950-51-ben műszaki rajzoló volt az Ipari Épülettervező Vállalatnál. Magánúton érettségizett.
1952-ben felvételt nyert a Budapesti Műszaki Egyetem Építészmérnök Karára. Egyetemi évei alatt a KÖZTI-ben dolgozott. 1957-ben megvédett diplomájának témája „Új magyar Skanzen” kialakítása volt, melyet a Művelődésügyi Minisztérium megvásárolt.
A kötelező – 22. ÁÉV-nél töltött - kivitelezői gyakorlat után 1958-ban a Budapesti Városrendezési Tervező irodában (BUVÁTI) kapott állást, innen is ment nyugdíjba 1986-ban.
Irányító tervezőként számos épületet - közintézményeket: óvodákat, bölcsődéket, egészségügyi létesítményeket, iskolát, tanácsházakat, irodaházat, postát és OTP lakóházakat - tervezett és rendkívül sok tervpályázaton vett részt. Az 1960-as években a Műszaki Egyetem Lakóépülettervezési Tanszékén külső tanársegédként is dolgozott.
A tervezést életcélként élte meg, az építészetet nem érvényesülési lehetőségnek, hanem erkölcsi kategóriának tekintette. Nem hódolt a divatirányzatoknak, házai a modern építészet felívelő szakaszában születtek, melynek stílusjegyeit biztos arányérzékkel alkalmazta.
Építészeti meggyőződésének egyik legkarakteresebb megfogalmazása a Budapest, XIII. kerület. Victor Hugo utca 2-4. számú OTP - társasház üzletekkel.
Szerény, visszafogott egyéniség volt, ugyanakkor különösen nagy szeretettel és hozzáértéssel foglalkozott a fiatalabb generáció tanításával. 1992. január 3-án – 60 éves kora előtt - halt meg.

## Művei

### Megépült épületek
(nem teljes lista)
- 1960. Budapest. XIII. Árpád híd, pesti hídfői lakótelepen Óvoda-bölcsőde.
- 1963. Budapest. XVII. Rákoskeresztúr. Új Tanácsháza. (Önkormányzat)
- 1964. Budapest. II. Széna-tér MÁVAUT végállomás (lebontották)
- 1965. Budapest. XIII. Victor Hugó utca 2-4. 53 lakásos OTP-társasház, üzletekkel.
- 1966. Budapest. I. Csalogány utca 22-24. 43 lakásos társasház és orvosi rendelő.
- 1967. Budapest. IX. Gyáli úti kórház. 124 ágyas pavilon (Vedres Györggyel)
- 1968. Budapest. XIII. Hegedűs Gyula utca 11-123. Bölcsőde.
- 1969. Budapest. XXI. Csepel. 12 tantermes általános iskola
- 1970. Budapest. XVII. Rákoskeresztúr. Üzletház és Vásárcsarnok.
- 1975. Budapest. XVIII. Pestszentlőrinc. Tanácsház és Posta (Megépült 1983-ban, kiviteli tervei szerint.)
- 1982. Budapest. VIII. Auróra utca 29-31. Vám és Pénzügyőrség irodaépülete 70 db szolgálati lakással, 80 db kétszintes gépkocsi tárolóval. (Megépült 1987-ben, kiviteli tervei szerint.)

### Tervezett épületek
(nem teljes lista)
- Budapest, II. Széna-téri Magas-ház
- Magyar planetárium (első terve).
- Budapest, IX. Gyáli úti kórház teljes rekonstrukciója.
- Budapest, XVII. Rákoskeresztúr. Üzletközpont.
- Népliget beépítési terve és épülettervei. (Strand, uszoda, Ifjúsági-ház, Parkvendéglő, stb.)
- Idegenforgalmi Propaganda és Kiadó Vállalat Székháza. Budapest. XIV. Angol utca.

### Tervpályázatok
106 tervpályázaton vett részt, melyből 56 díjazásban vagy megvételben részesült.
Első pályázatait édesapjával és testvérével együtt készítette:
- Szolnok. Zagyva parti városrész rendezési terve. 1958. III. díj-
- Pécs. Rákóczi-út rendezési terve. 1958. II. díj.
- Lakástervpályázat. „Középfolyosós típus” 1958. III. díj.
- Ózd. Városközpont. 1958. Megvétel.

Kiemelkedő eredményt ért el többek között az alábbi pályázatokon:
- Tatabányai új megyei kórház. 1962. I. díj. (tervezőtársak: +Fischer József, Rimanóczy Jenő, Vadász György).
- Pesti Duna-part rendezése 1963. Megvétel (tervezőtárs: +Gulyás Zoltán, Rimanóczy Jenő)
- Dél-pesti 800 ágyas kórház. 1964. Megvétel. (tervezőtárs: Rimanóczy Jenő)
- Esztergomi Vármúzeum. 1971. (tervezőtárs: Beöthy Mária)
- Visegrádi Mátyás Király Múzeum. 1972. (tervezőtárs: Beöthy Mária)
- Nemzeti Panteon. Kerepesi temető. 1973

## Képgaléria

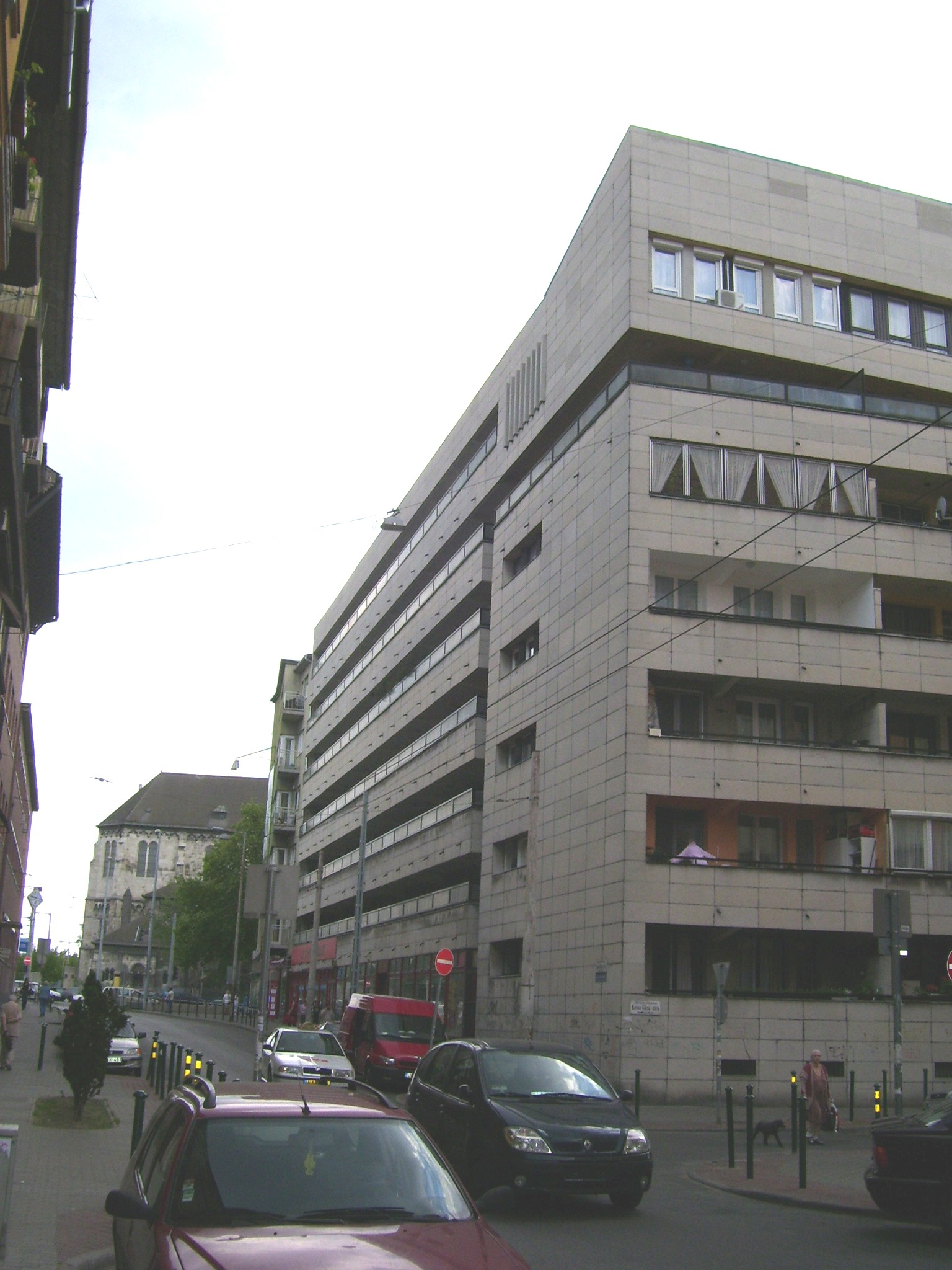
XIII. Victor Hugó u. 2-4 lakóház
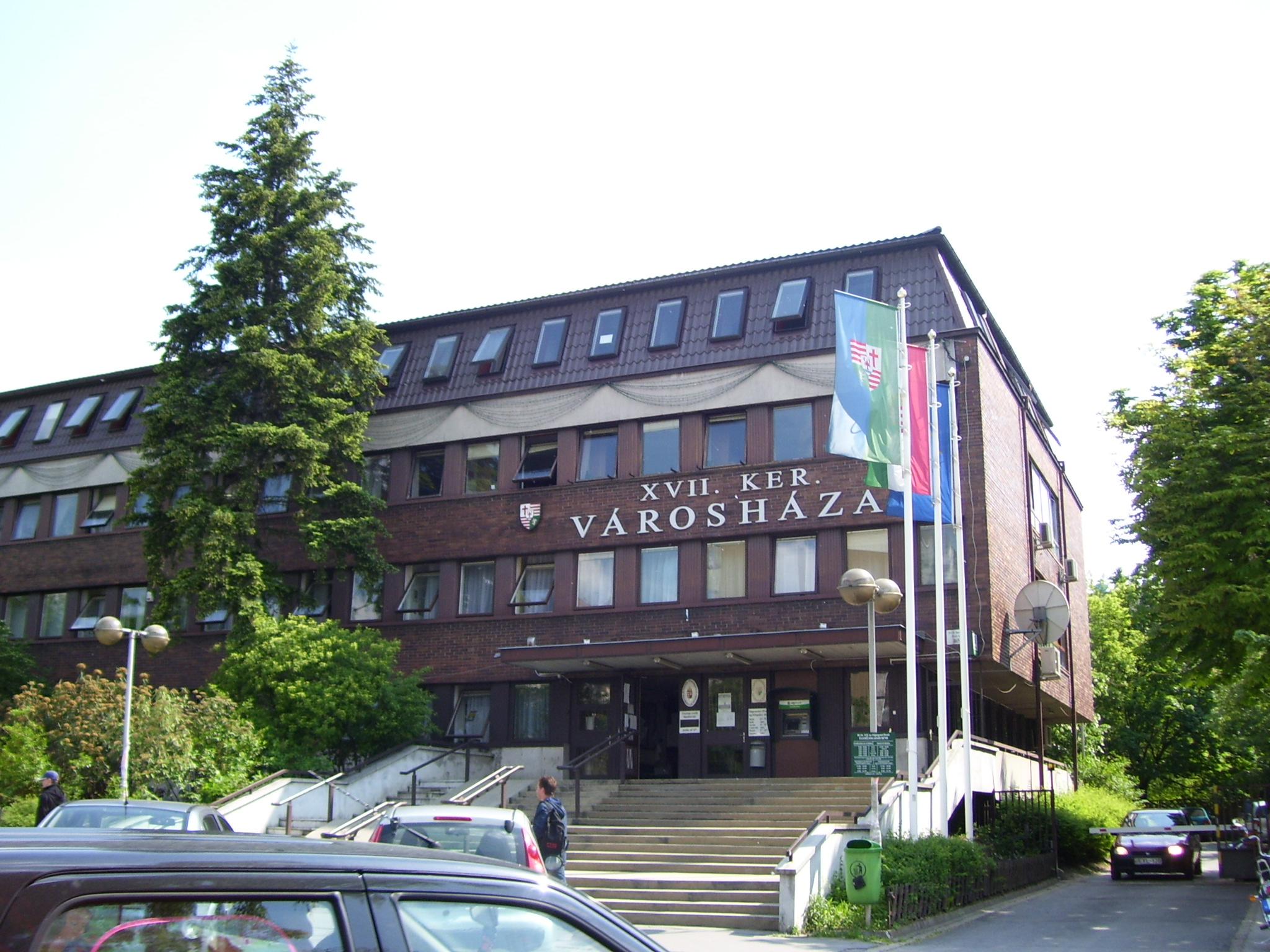
Budapest, XVII. Városháza
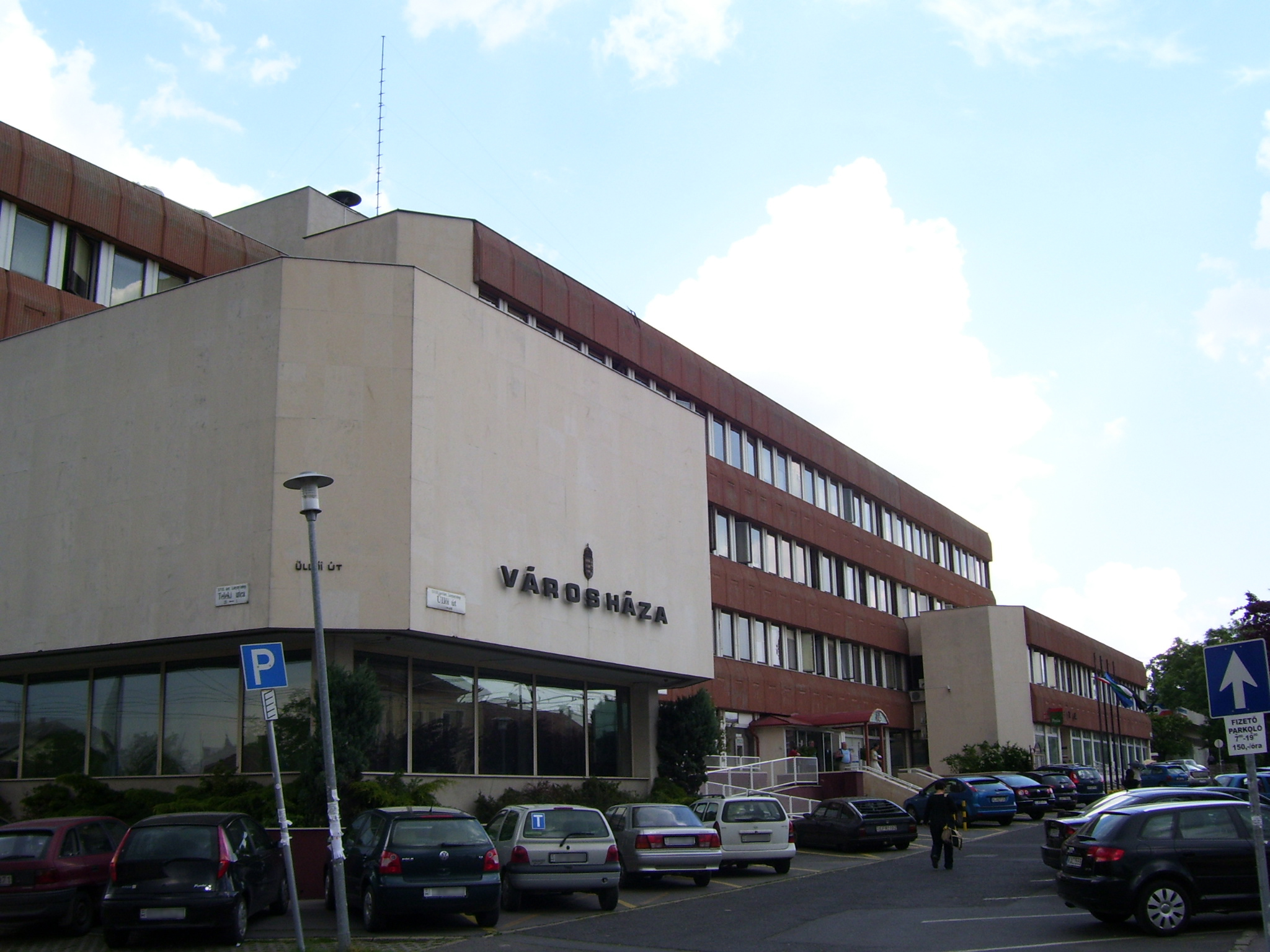
Budapest, XVIII. Polgármesteri Hivatal
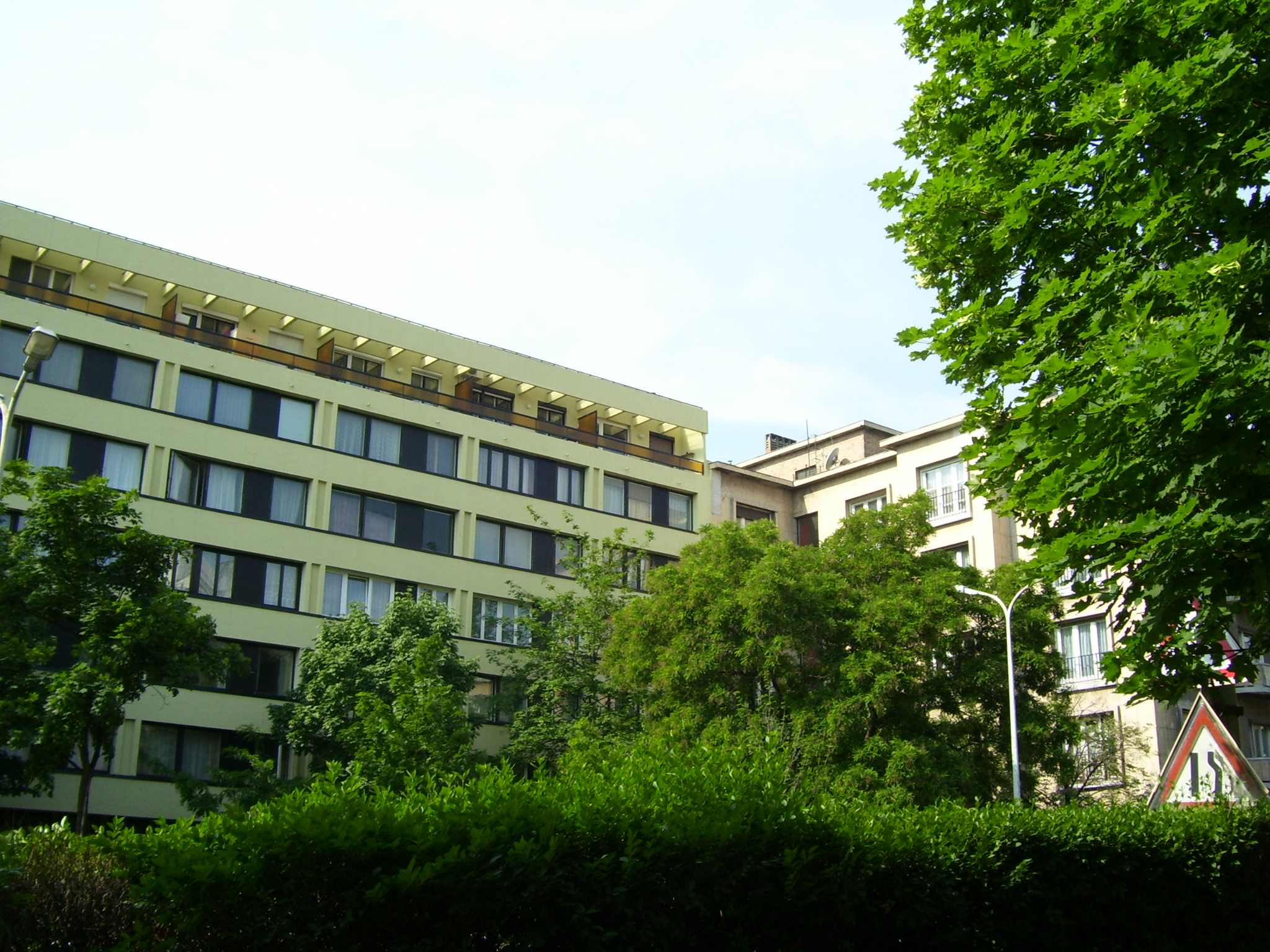
Bp.II.Csalogány u.22-24 Lakóház részlet
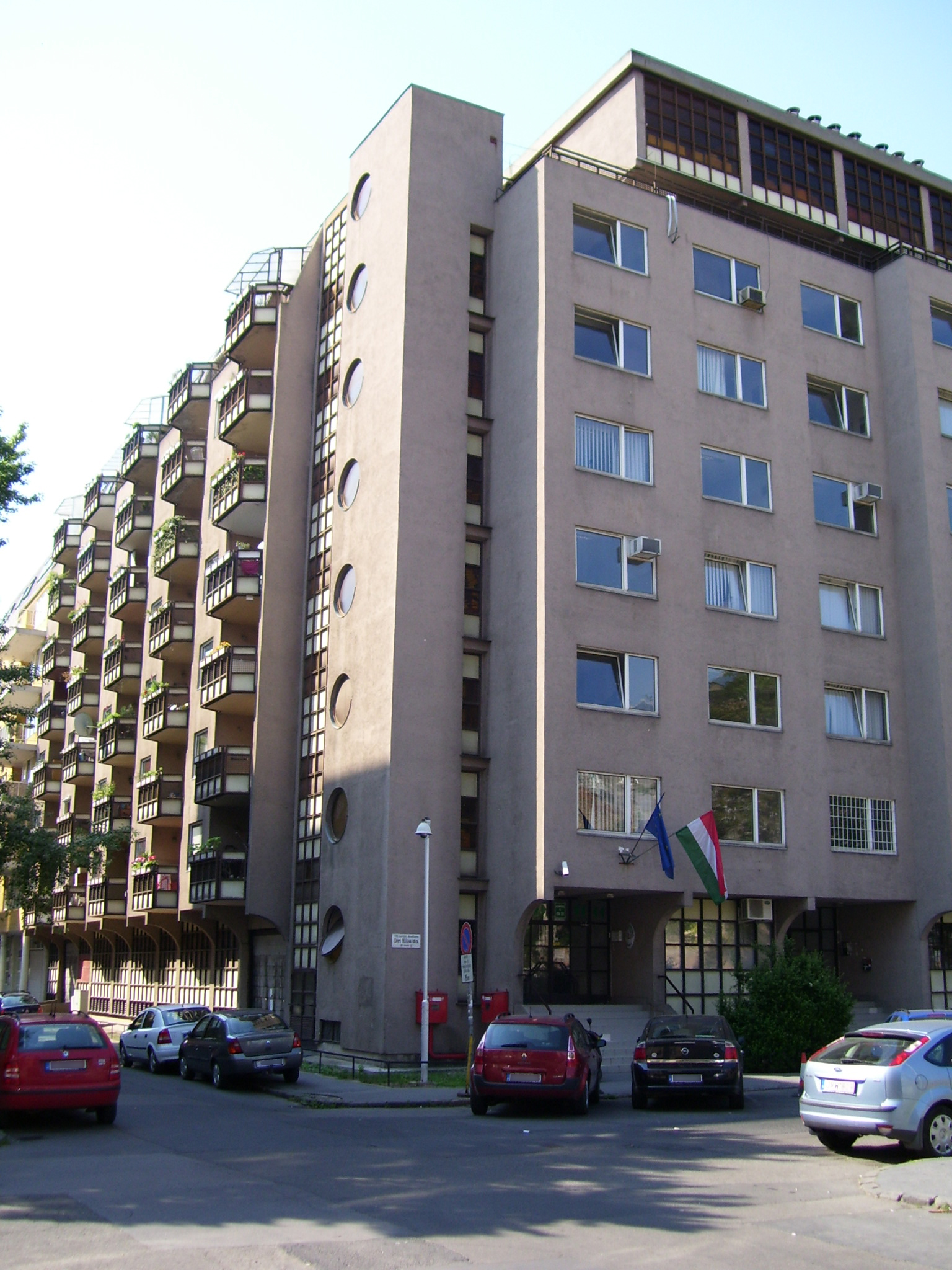
Bp.VII.Auróra u.29-31. Lakóház és irodaház

## Külső hivatkozások
- Jékely Zsolt – Sodor Alajos: Budapest építészete a XX. Században. (Műszaki Könyvkiadó 1980. 160-163. kép 09-111. oldal) Budapest. IX. Gyáli út 12. 1971. Kórházpavilon.
- Ország-világ XI. évfolyam 14. sz. 27. old. 1967. április 5. „A testvérek és a mű”
- Műszaki tervezés 1963/6, 1964/12, 1966/12
- SCHUL UND SPORTSTÄTTENBAU 1967/3-4
- Életrajzi Bibliográfia